# Рычков, Александр Николаевич
Алекса́ндр Никола́евич Рычко́в (29 сентября 1974, Усолье-Сибирское, Иркутская область, РСФСР, СССР) — российский футболист, полузащитник.

## Клубная карьера
В 9 лет Рычков записался в детскую команду клуба «Химик» из города Усолье-Сибирское, первым его тренером был Геннадий Николаевич Барабаш, а уже в 15 играл за взрослую команду. В 16 лет Рычков получил приглашение от иркутской «Звезды», которая выступала во Второй лиге первенства СССР, только не сыграл в составе ни разу.

### «Локомотив» (Москва)
В московский «Локомотив» попал по приглашению одного из тренеров, Валерия Филатова, так как главный тренер Юрий Сёмин находился тогда в Новой Зеландии. После проведённой в 1991 году контрольной игры юношеская сборная СССР против железнодорожников, тренировавший тогда «Локомотив» Филатов сразу пригласил его в московский клуб. Первый гол в Высшей лиге забил 3 апреля 1992 года на 4-й минуте матча второго тура.
Один из 16 игроков, которым удалось забить гол в высшей лиге в возрасте до 18 лет, забил первый гол в возрасте 17 лет 186 дней.

### «Стандард» (Льеж)
В 1992 году на проходившем в Венгрии турнире юношеских команд россияне встречались с бельгийцами. На том турнире Рычков повредил мениск. После чего вернулся в Москву и сразу в ЦИТО, на операционный стол. А после операции ему сообщили, что его на просмотр приглашает бельгийский «Стандард». Ещё месяц восстанавливался в «Локомотиве», а потом вместе с одним из тренеров команды Владимиром Эштрековым отправился в Льеж. Но тренер «Стандарда» голландец Ари Хаан посмотрел на его припухшее колено и был против подписания контракта с Рычковым, однако президент клуба Роже Аротэ сумел уговорить тренера. После повторной операции Александр отыграл 9 игр в дублирующей команде «Локомотива», который выступал во второй лиге, набирая кондиции перебрался в Бельгию. Однако в основной состав самый молодой футболист в команде сразу не попал, в чемпионате Бельгии действовал лимит на легионеров, по которому на поле одновременно в одной команде не могли находиться более трёх легионеров. А в те годы ему пришлось конкурировать за место в стартовом составе с Мирчей Редником из Румынии, Видмаром, и играющим в полузащите Ги Эллером из сборной Люксембурга.

### «Ланс»
В межсезонье в 1996 году он перебрался во французский «Ланс». В «Лансе» без бонусов (премиальных) получал по 20 000 долларов в месяц. Однако вскоре в его допинг-пробе были найдены следы употребления марихуаны. Футболист объяснил наличие каннабиоидов в анализах шуткой, по словам самого Рычкова, марихуану ему подсыпала в торт подруга. В результате игрок был дисквалифицирован на два месяца и отчислен из команды.

### «Кёльн»
После недолгого пребывания в «Локо» он перешёл в немецкий «Кёльн», где в Бундеслиге провёл 12 игр, забил гол, отдал 3 голевых паса. Ещё одну игру он провёл на Кубок Германии. В «Кёльне» он получал столько же, сколько и в «Лансе», однако игроком основного состава не стал и был вынужден искать новый клуб. Трансфер Рычкова включён с список 50 худших за всю историю Бундеслиги под номером 37.

### «Базель», «Делемон»
В межсезонье 1998 года перебрался в швейцарский «Базель», где в чемпионате страны 1998/99 провёл 24 игры, забил 6 голов. Новый сезон 1999/2000 начал также в «Базеле», однако уже в августе был отдан в аренду в клуб высшей лиги «Делемон».
В новой команде получил возможность выходить в основном составе, однако при этом на поле проявлял агрессивность и несдержанность. В итоге, за 7 матчей в составе «Делемона» он получил две желтые карточки, а в игре против «Ивердона» был удален с поля на 17-й минуте за ответную грубость против игрока соперника.
В январе 2000 должен был явиться в тренировочный лагерь «Базеля», однако не вернулся из отпуска, объяснив это семейными проблемами. После этого руководством команды было принято решение о досрочном расторжении контракта.
В июле 2000 снова был принят в клуб «Делемон», с которым начал готовиться к новому сезону. Однако уже в матче 2-го круга против «Винтертура» подрался с помощником арбитра и был дисквалифицирован на 3 месяца. Руководство клуба после данного инцидента рассталось с игроком.

### «Падерборн»
В сезоне 2000/01 перешёл в немецкий «Падерборн», который выступал в полулюбительской лиге и заработал удаление в первом же матче, из-за чего пропустил матч против мюнхенской «Баварии».

### «Беллинцона»
После карьеры в Германии появилась информация, что Рычкова с женой уже пару месяцев безуспешно разыскивают их родственники. В декабре 2001 года Рычков объявился в «Беллинцоне», с которой подписал 6-месячный контракт. 6 марта 2002 года провел первую игру за новый клуб против «Ивердона» (2:3) и стал автором забитого мяча. Однако полноценно заиграть в команде Рычкову не удалось — вскоре он получил травму и выбыл до конца сезона, после которого с ним не стали продлевать контракт.

## Послефутбольная карьера
После окончания футбольной карьеры Рычков вернулся в родной город Усолье-Сибирское, где играл за команду «Барс» в зимнем чемпионате города по мини-футболу, а параллельно помогал команде СХОАО «Белореченское» — «Белоречье» по хоккею с шайбой с которой в 2006 завоевал звание чемпионов области. Он также играл за ветеранов ангарской команды «Торпедо», участвующей в чемпионате города на призы «Золотая шайба». Осенью 2007 года, будучи игроком «Химика» (Усолье-Сибирское), получил дисквалификацию на год за грубое отношение в отношении судьи, однако в июле следующего года федерация футбола отменила своё решение.

## Достижения
«Стандард» (Льеж)
- Вице-чемпион Бельгии (2): 1993, 1995
- Обладатель Кубка Бельгии (1): 1993

## Карьера в сборной
В 16 лет был замечен Юрием Смирновым, комплектовавшим юношескую сборную России. С тех пор стал основным игроком сборной. Играл в составе олимпийской сборной, в которой дебютировал 15 ноября 1994 года в выездном матче против шотландцев. 15 августа 1995 года после выездного матча против финнов Рычков напал на судью, апелляция которого привела к тому, что игрока на 3 года отстранили от международных встреч. Всего за олимпийскую сборную провёл 5 игр, отметившись одним мячом.